# Ferdinand de Loën d'Enschedé
Baron Ferdinand Antoine Charles Albert de Loën d'Enschedé (Doornik, 8 december 1833 - Parijs, 16 maart 1899) was een Belgisch senator en burgemeester.

## Biografie

### Familie
Baron Ferdinand de Loën d'Enschedé was de vierde van zes kinderen van Gaspard de Loën d'Enschedé (1810-1838) en Marie-Antoinette de Masnuy (1806-1851), die na de dood van haar man met de zes kinderen achterbleef, van wie het oudste zeven was en het jongste postuum geboren werd. Hij was de kleinzoon van François de Loën d'Enschedé (1779-1844) die in 1816 adelserkenning verkreeg met de titel van baron voor hem en al zijn nazaten. 
Hij trouwde in 1853 in Gent met Julie Stas de Richelle (1831-1908), dochter van ridder Bernard Stas de Richelle, volksvertegenwoordiger. Ze kregen een zoon en vijf dochters.
- Marie de Loën d'Enschedé (1855-1938), trouwde in 1876 in Villers-devant-Orval met jhr. Maurand Becquet de Mégille (1845-1914), burgemeester van Roucourt, zoon van Oscar Becquet de Mégille, burgemeester van Roucourt. Ze kregen drie zoons en twee dochters, met afstammelingen tot heden.
- Valérie de Loën d'Enschedé (1858-1927), trouwde in 1879 in Gent met baron Léon Herry (1855-1906), burgemeester van Sint-Denijs-Westrem, broer van baron Georges Herry en kleinzoon van Gustave Herry. Ze kregen een zoon en vijf dochters.
- Jeanne de Loën d'Enschedé (1863-1955), trouwde in 1881 in Gent met Léon Piers de Raveschoot (1853-1892), burgemeester van Olsene, zoon van Polydore Piers, burgemeester van Olsene en provincieraadslid van Oost-Vlaanderen. Het huwelijk bleef kinderloos. Ze hertrouwde in 1903 in Parijs met Charles de Braconier (1868-1908). Het huwelijk bleef kinderloos.
- Marthe de Loën d'Enschedé (1867-1932), trouwde in 1889 in Sint-Denijs-Westrem met Charles Blommaert (1868-1906), burgemeester van Oostakker. Ze kregen een dochter, met afstammelingen tot heden.
- Hermann de Loën d'Enschedé (1870-1932), trouwde in 1899 in Sint-Gillis met Marie-Claire Vandevelde (1876-1964). Ze kregen vier zoons en vier dochters, met afstammelingen tot heden.

Ooms van hem waren de volksvertegenwoordigers Joseph François Van den Berghe de Binckum en Léon de Wouters d'Oplinter, beiden getrouwd met een zus van zijn vader. Een overgrootoom was Joseph Benoît de Loën d'Enschede, gouverneur van West-Vlaanderen.

### Loopbaan
In 1861 werd De Loën d'Enschedé voor bewezen diensten vereerd met de titel van pauselijk graaf. Hij was ook ridder in de Orde van het Heilig Graf.   
In 1872 werd hij gemeenteraadslid en schepen van Villers-devant-Orval en van 1874 tot 1883 was hij burgemeester van deze gemeente. In 1878 werd hij verkozen tot katholiek senator voor het arrondissement Neufchâteau-Virton en vervulde dit mandaat tot in 1884.